# Sous-Parsat
Sous-Parsat est une commune française située dans le département de la Creuse en région Nouvelle-Aquitaine.

## Géographie
La commune de  Sous-Parsat est formée d'un bourg et de 7 hameaux :
La Chapelle-Pognat, Le Pont, Le Sec, Les Fayolles, Les Loges, Les Vergnettes, Mareilles.
Le bourg est situé à 8,5 km d'Ahun.
|         | Saint-Yrieix-les-Bois | Ahun |
| Lépinas | Sous-Parsat           |      |
|         | Le Donzeil            |      |

### Climat
Pour des articles plus généraux, voir Climat de la Nouvelle-Aquitaine et Climat de la Creuse.
Historiquement, la commune est exposée à un climat montagnard.  
En 2020, Météo-France publie une typologie des climats de la France métropolitaine dans laquelle la commune est exposée à un climat de montagne et est dans la région climatique  Ouest et nord-ouest du Massif Central, caractérisée par une pluviométrie annuelle de 900 à 1 500 mm, maximale en automne et en hiver.
Pour la période 1971-2000, la température annuelle moyenne est de 9,4 °C, avec  une amplitude thermique annuelle de 14,9 °C. Le cumul annuel moyen de précipitations est de 1 145 mm, avec 13,1 jours de précipitations en janvier et 8,4 jours en juillet. Pour la période 1991-2020, la température moyenne annuelle observée sur la station météorologique la plus proche, située sur la commune de Pontarion à 11,95 km à vol d'oiseau, est de 10,5 °C et le cumul annuel moyen de précipitations est de 1 155,8 mm,. Pour l'avenir, les paramètres climatiques de la commune estimés pour 2050 selon différents scénarios d’émission de gaz à effet de serre sont consultables sur un site dédié publié par Météo-France en novembre 2022.

## Urbanisme

### Typologie
Au 1er janvier 2024, Sous-Parsat est catégorisée commune rurale à habitat très dispersé, selon la nouvelle grille communale de densité à 7 niveaux définie par l'Insee en 2022.
Elle est située hors unité urbaine. Par ailleurs la commune fait partie de l'aire d'attraction de Guéret, dont elle est une commune de la couronne,. Cette aire, qui regroupe 72 communes, est catégorisée dans les aires de moins de 50 000 habitants,.

### Occupation des sols
L'occupation des sols de la commune, telle qu'elle ressort de la base de données européenne d’occupation biophysique des sols Corine Land Cover (CLC), est marquée par l'importance des forêts et milieux semi-naturels (64,5 % en 2018), une proportion sensiblement équivalente à celle de 1990 (64,9 %). La répartition détaillée en 2018 est la suivante : 
forêts (63,8 %), prairies (18,2 %), zones agricoles hétérogènes (17,3 %), milieux à végétation arbustive et/ou herbacée (0,6 %). L'évolution de l’occupation des sols de la commune et de ses infrastructures peut être observée sur les différentes représentations cartographiques du territoire : la carte de Cassini (XVIIIe siècle), la carte d'état-major (1820-1866) et les cartes ou photos aériennes de l'IGN pour la période actuelle (1950 à aujourd'hui).

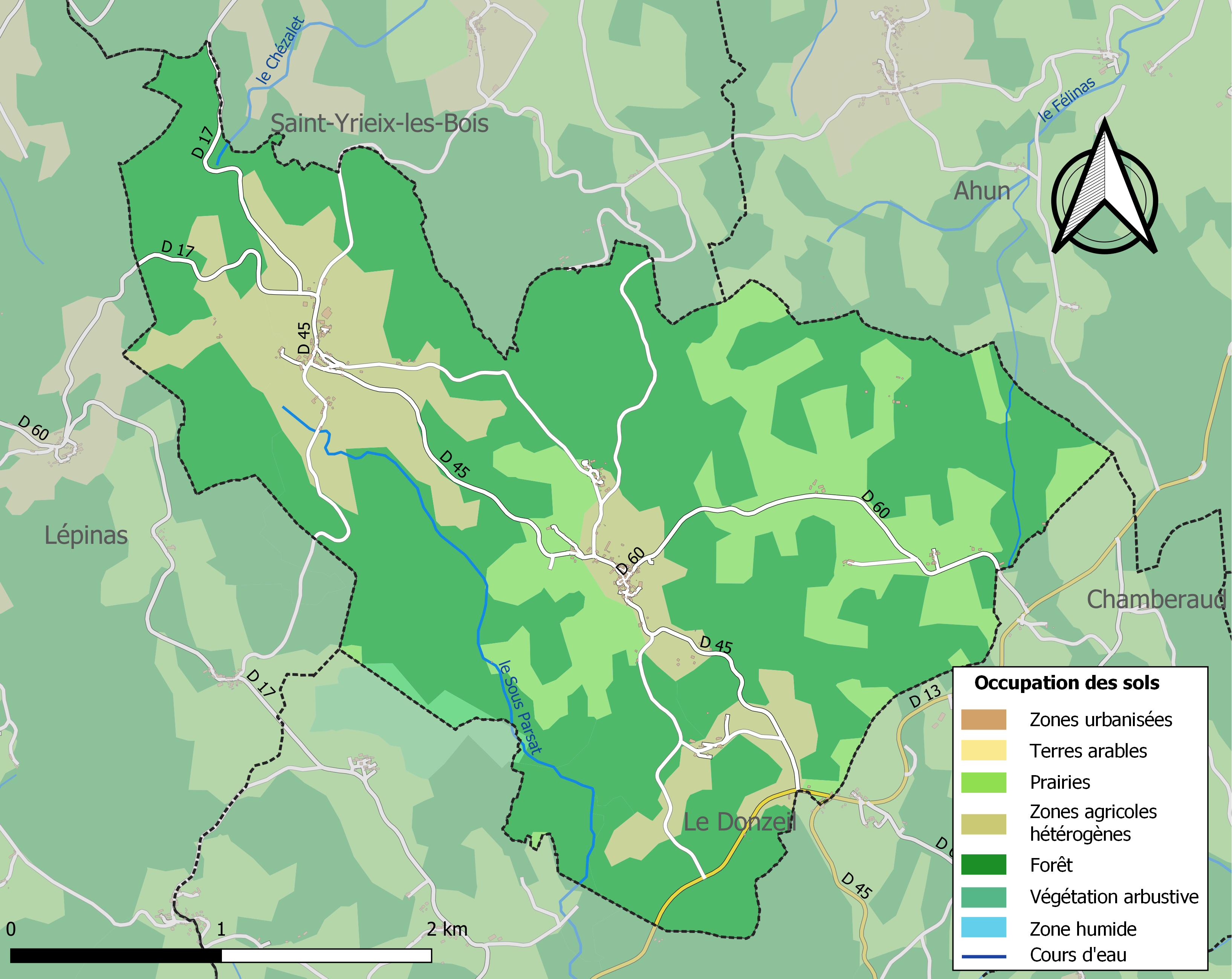
Carte des infrastructures et de l'occupation des sols de la commune en 2018 (CLC).

### Risques majeurs
Le territoire de la commune de Sous-Parsat est vulnérable à différents aléas naturels : météorologiques (tempête, orage, neige, grand froid, canicule ou sécheresse) et séisme (sismicité faible). Il est également exposé à un risque particulier : le risque de radon. Un site publié par le BRGM permet d'évaluer simplement et rapidement les risques d'un bien localisé soit par son adresse soit par le numéro de sa parcelle.

#### Risques naturels

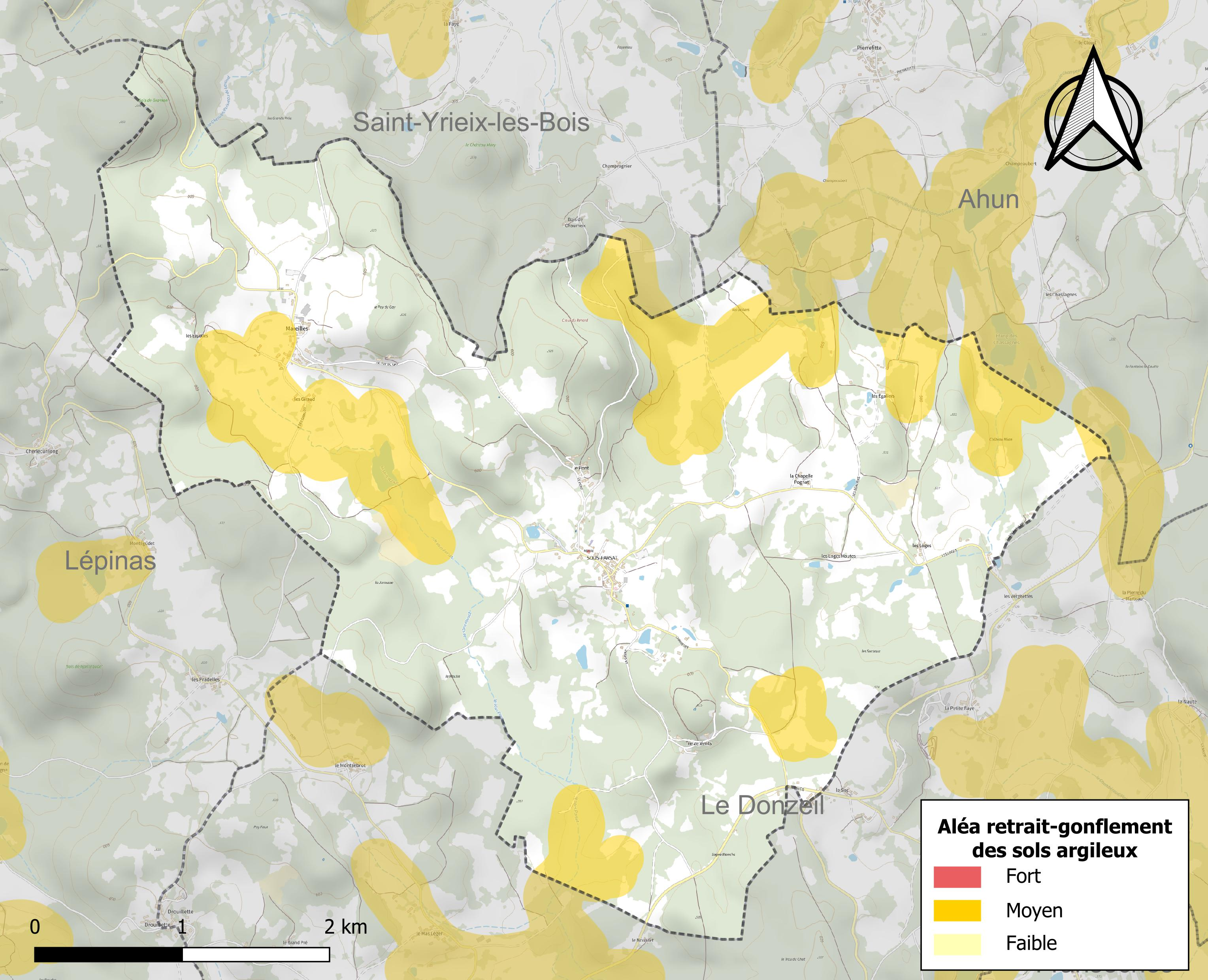
Carte des zones d'aléa retrait-gonflement des sols argileux de Sous-Parsat.

Le retrait-gonflement des sols argileux est susceptible d'engendrer des dommages importants aux bâtiments en cas d’alternance de périodes de sécheresse et de pluie. 18,2 % de la superficie communale est en aléa moyen ou fort (33,6 % au niveau départemental et 48,5 % au niveau national). Sur les 108 bâtiments dénombrés sur la commune en 2019,  12 sont en aléa moyen ou fort, soit 11 %, à comparer aux 25 % au niveau départemental et 54 % au niveau national. Une cartographie de l'exposition du territoire national au retrait gonflement des sols argileux est disponible sur le site du BRGM,.
Par ailleurs, afin de mieux appréhender le risque d’affaissement de terrain, l'inventaire national des cavités souterraines permet de localiser celles situées sur la commune.
La commune a été reconnue en état de catastrophe naturelle au titre des dommages causés par les inondations et coulées de boue survenues en 1982 et 1999. Concernant les mouvements de terrains, la commune a été reconnue en état de catastrophe naturelle au titre des dommages causés par des mouvements de terrain en 1999.

#### Risque particulier
Dans plusieurs parties du territoire national, le radon, accumulé dans certains logements ou autres locaux, peut constituer une source significative d’exposition de la population aux rayonnements ionisants. Certaines communes du département sont concernées par le risque radon à un niveau plus ou moins élevé. Selon la classification de 2018, la commune de Sous-Parsat est classée en zone 3, à savoir zone à potentiel radon significatif.

## Histoire

### Les Templiers et les Hospitaliers
Sous-Parsat est une ancienne paroisse de l'ordre du Temple créée par démembrement de la paroisse du Donzeil puis de l'ordre de Saint-Jean de Jérusalem, rattachée à la commanderie voisine de Chamberaud. La première mention de la chapelle templière de « Sosparssat » au diocèse de Limoges remontant à 1282.

## Politique et administration
| Période                                  | Période  | Identité       | Étiquette | Qualité  |
| ---------------------------------------- | -------- | -------------- | --------- | -------- |
| avant 1988                               | ?        | André Lelache  | PCF       |          |
| mars 2001                                | En cours | Michel Conchon | DVD       | Retraité |
| Les données manquantes sont à compléter. |          |                |           |          |

## Démographie
L'évolution du nombre d'habitants est connue à travers les recensements de la population effectués dans la commune depuis 1793. Pour les communes de moins de 10 000 habitants, une enquête de recensement portant sur toute la population est réalisée tous les cinq ans, les populations de référence des années intermédiaires étant quant à elles estimées par interpolation ou extrapolation. Pour la commune, le premier recensement exhaustif entrant dans le cadre du nouveau dispositif a été réalisé en 2006.

En 2022, la commune comptait 114 habitants, en stagnation par rapport à 2016 (Creuse : −3,32 %, France hors Mayotte : +2,11 %).
| 1793 | 1800 | 1806 | 1821 | 1831 | 1836 | 1841 | 1846 | 1851 |
| ---- | ---- | ---- | ---- | ---- | ---- | ---- | ---- | ---- |
| 250  | 399  | 400  | 362  | 366  | 335  | 558  | 539  | 512  |

| 1856 | 1861 | 1866 | 1872 | 1876 | 1881 | 1886 | 1891 | 1896 |
| ---- | ---- | ---- | ---- | ---- | ---- | ---- | ---- | ---- |
| 501  | 474  | 468  | 454  | 430  | 434  | 443  | 440  | 426  |

| 1901 | 1906 | 1911 | 1921 | 1926 | 1931 | 1936 | 1946 | 1954 |
| ---- | ---- | ---- | ---- | ---- | ---- | ---- | ---- | ---- |
| 456  | 404  | 373  | 335  | 356  | 291  | 315  | 295  | 252  |

| 1962 | 1968 | 1975 | 1982 | 1990 | 1999 | 2006 | 2011 | 2016 |
| ---- | ---- | ---- | ---- | ---- | ---- | ---- | ---- | ---- |
| 227  | 203  | 191  | 181  | 155  | 138  | 149  | 136  | 114  |

| 2021 | 2022 | - | - | - | - | - | - | - |
| ---- | ---- | - | - | - | - | - | - | - |
| 114  | 114  | - | - | - | - | - | - | - |

## Culture locale et patrimoine

### Monuments remarquables
- L'église Saint-Thomas-de-Cantorbéry de Sous-Parsat fut entièrement détruite sous la Révolution, elle a été reconstruite en 1870 dans le style néo-roman. D'aspect extérieur très dépouillé, elle est ornée à l'intérieur, depuis 1985, de fresques modernes dues au peintre Gabriel Chabrat. Il a représenté l'Ancien et le Nouveau Testament en utilisant volontairement des couleurs primaires et des formes exagérées pour interpeller et créer un choc visuel. Des vitraux prolongent les différentes scènes. Outre les thèmes religieux, les comportements humains, les passions, l'exode des peuples, les persécutions... sont abordés.

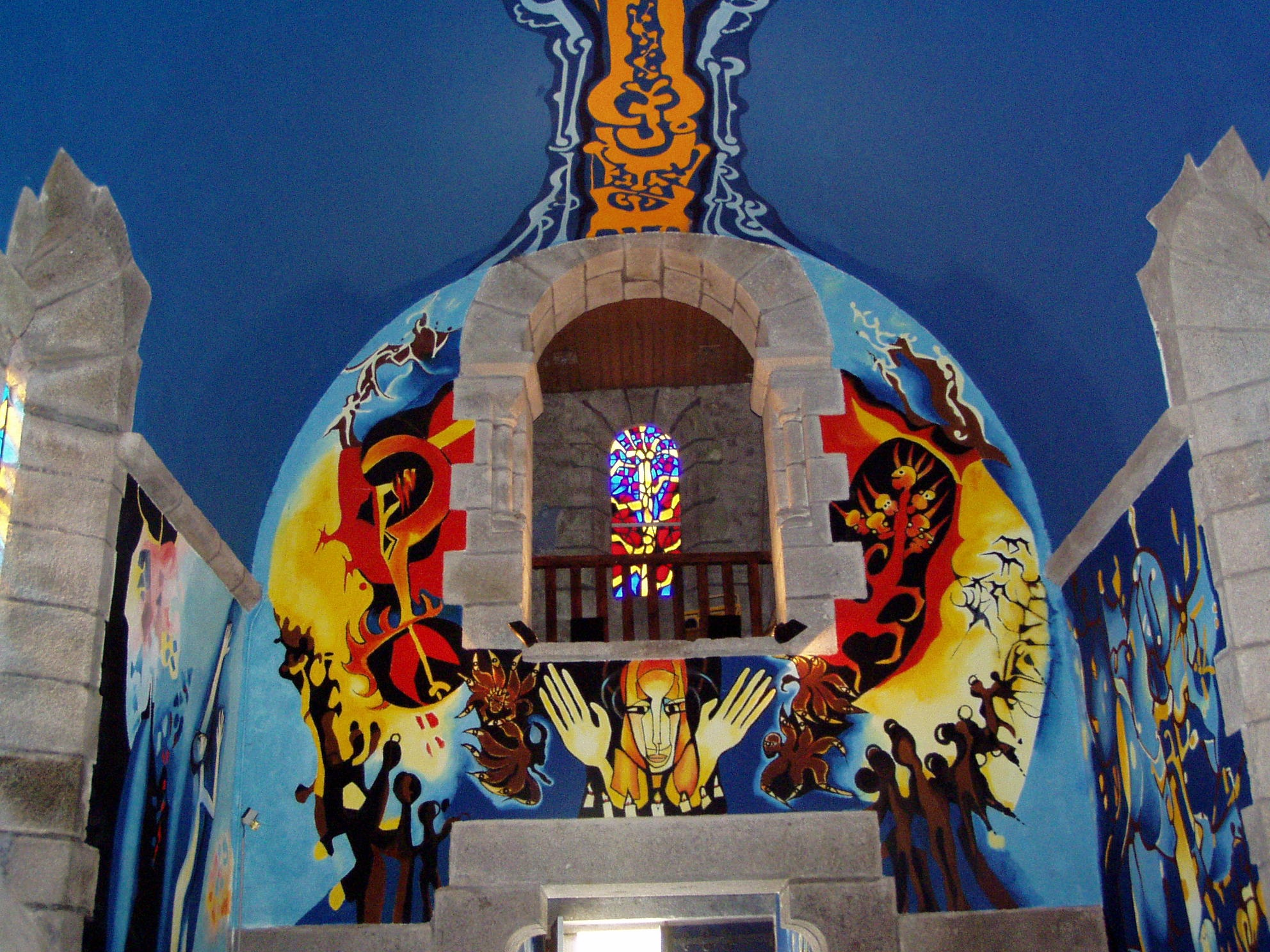
l'Apocalypse
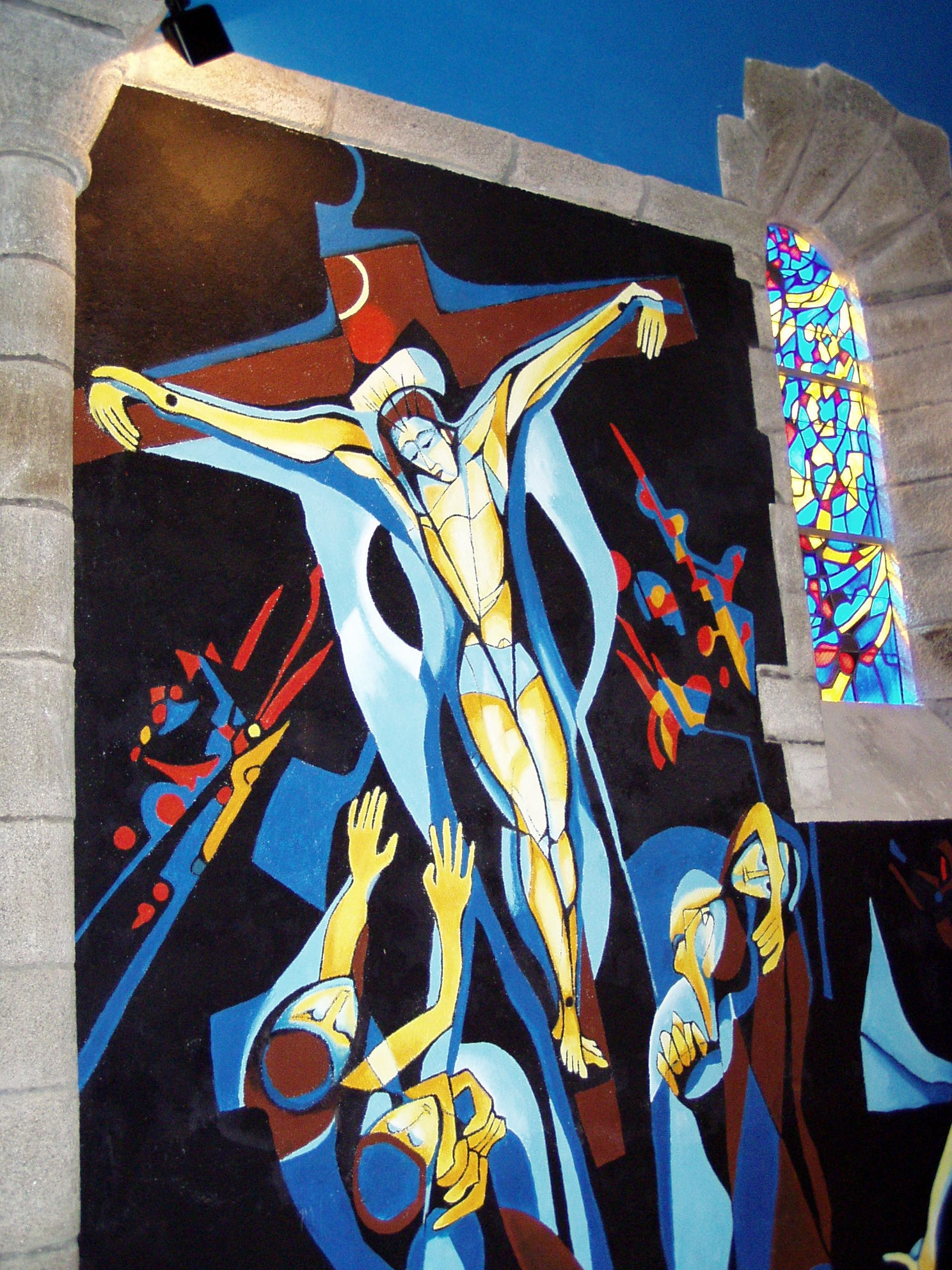
La Crucifixion
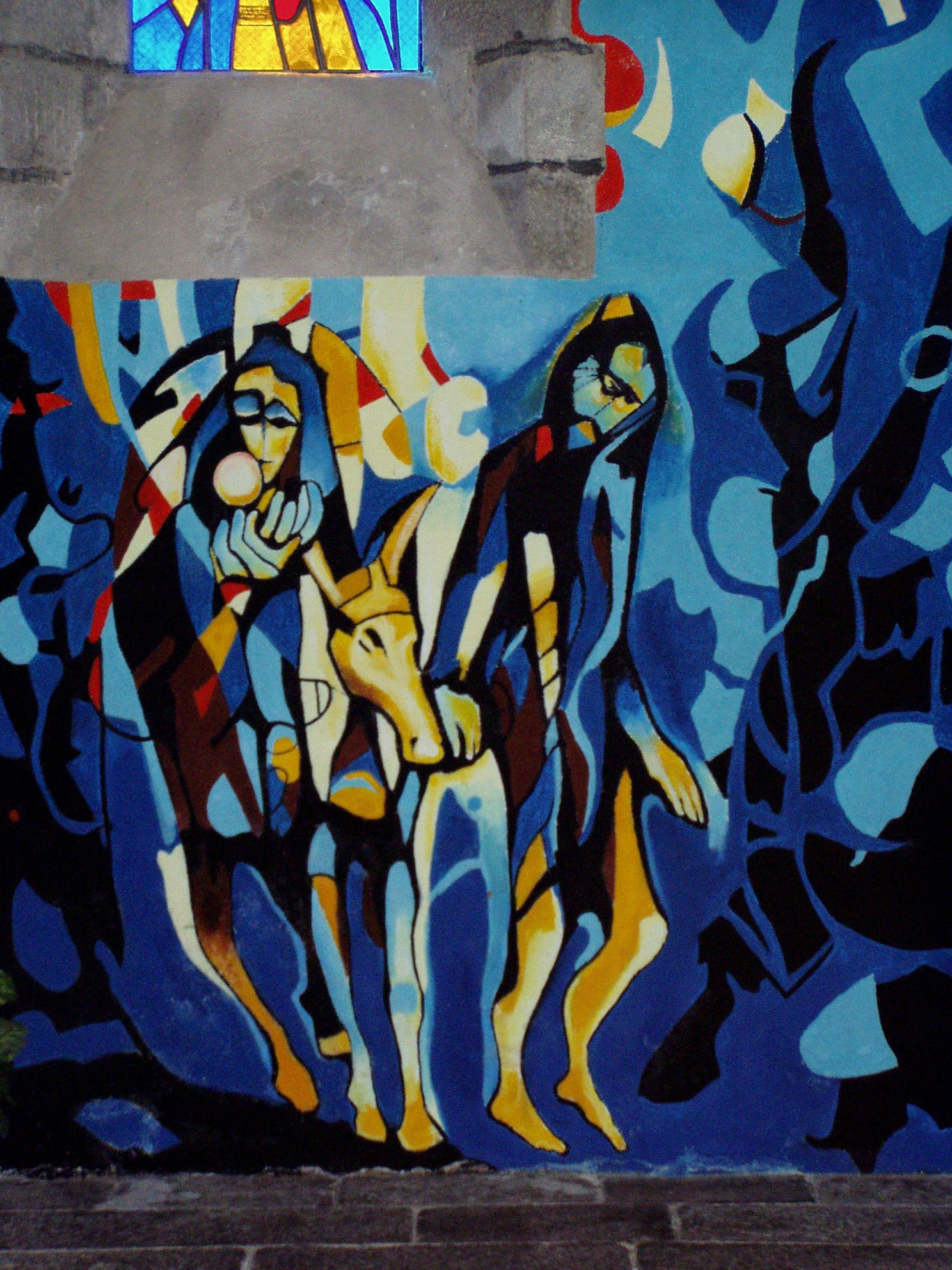
La fuite en Égypte
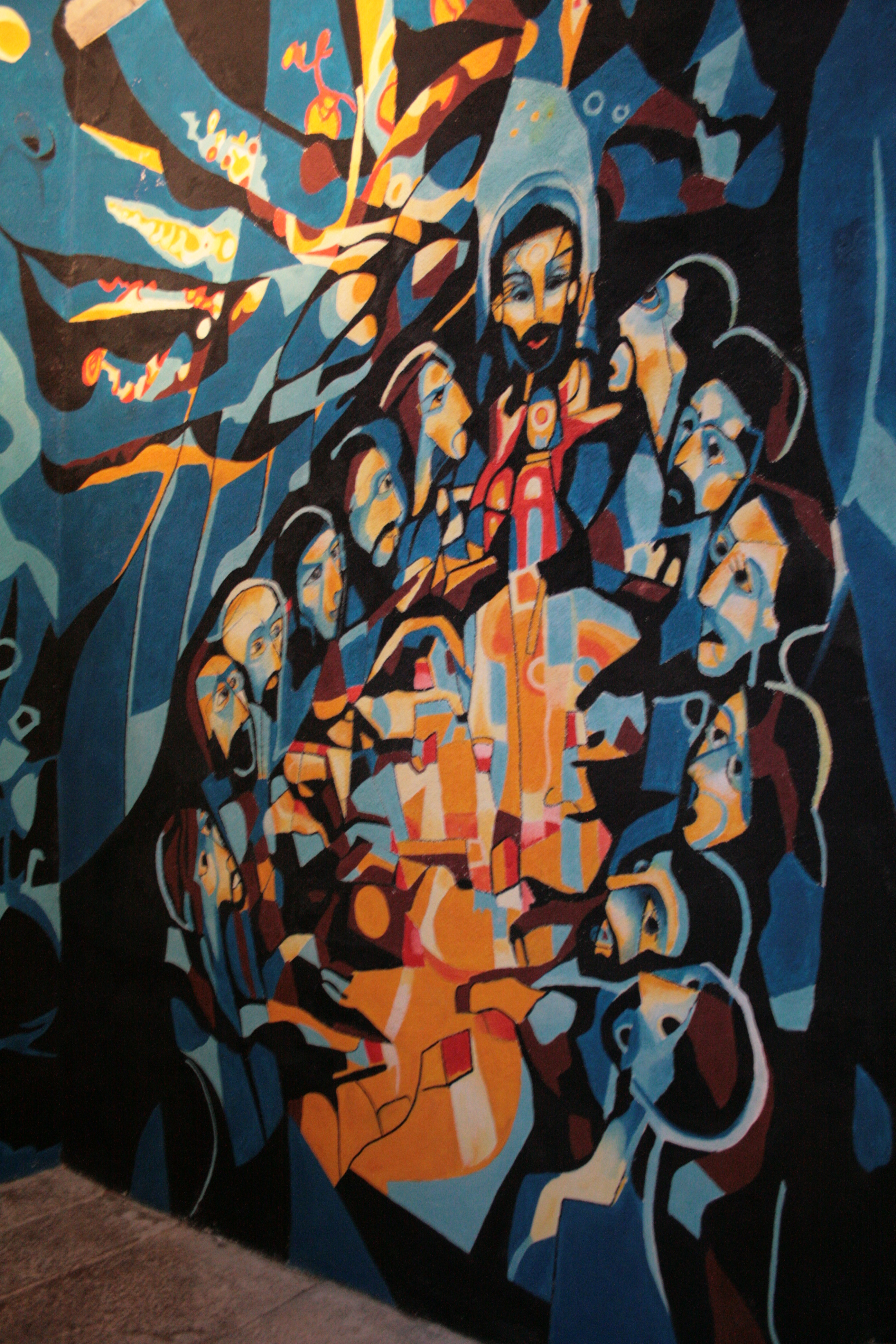
La Cène
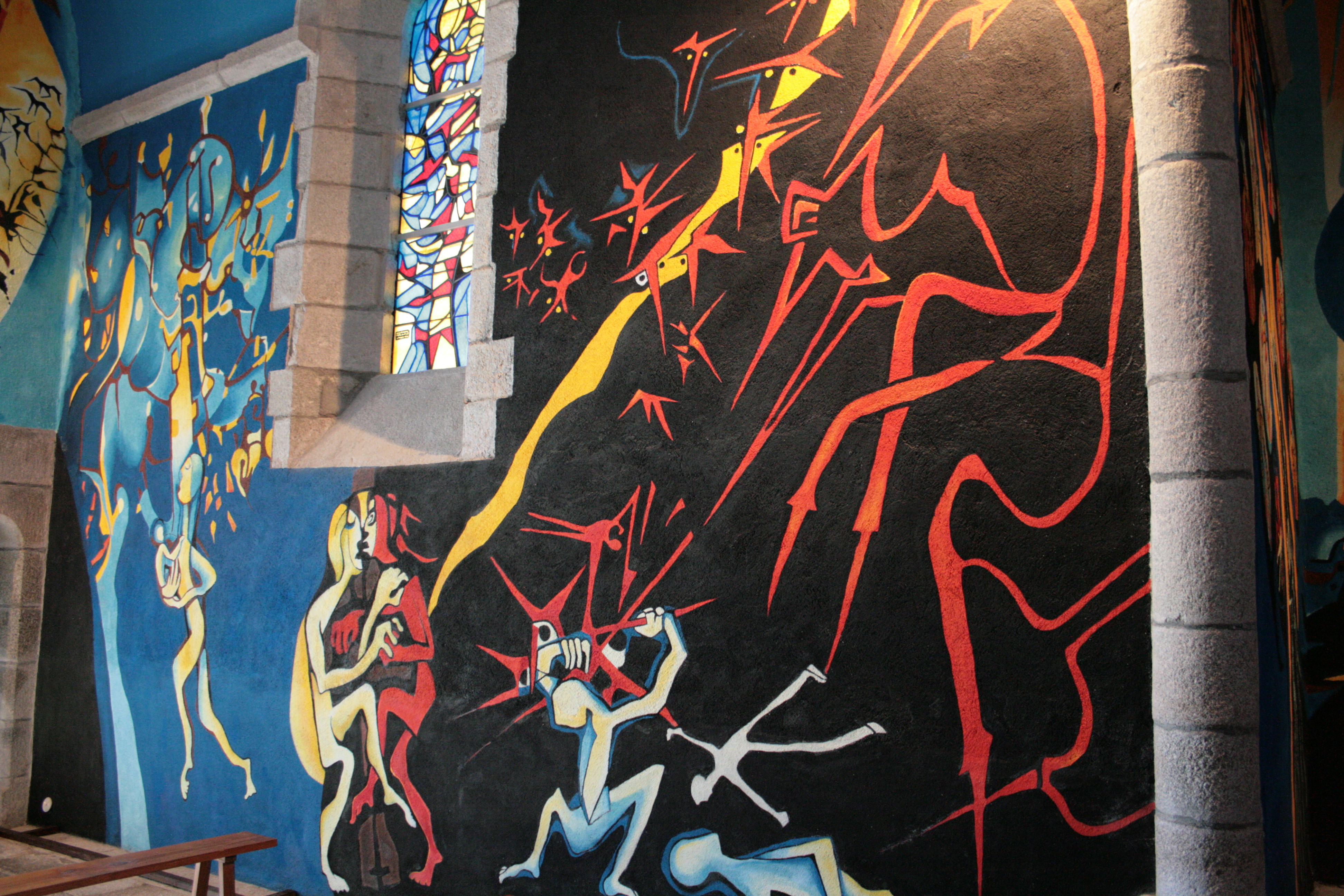
La lutte du Bien et du Mal

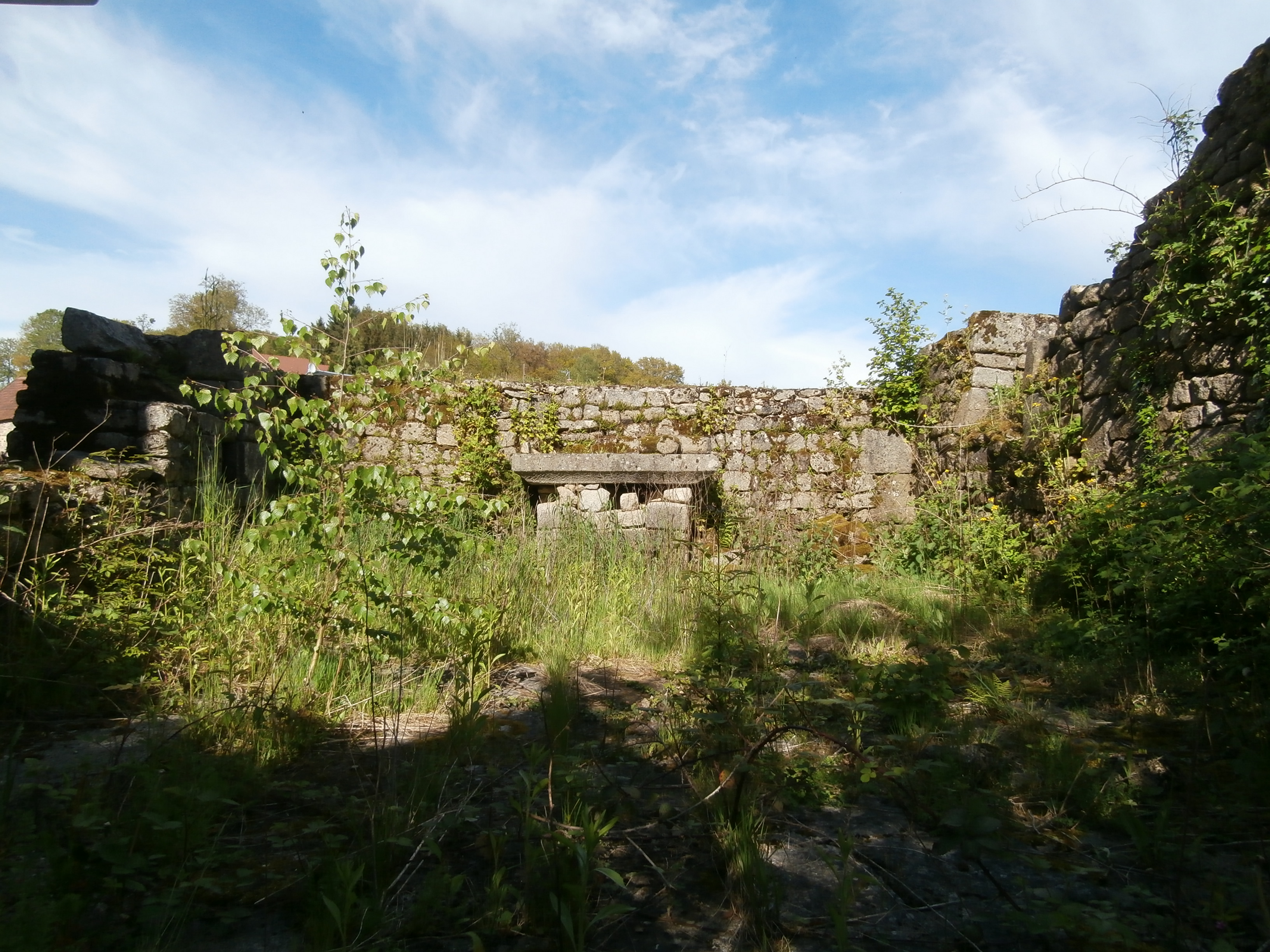
Ruines de l'église de Mareilles.

- Vestiges gallo-romains : deux stèles à l'entrée de l'église, coffre funéraire dans le village.
- Dans le bas du village se trouve un intéressant ensemble hydraulique : fontaine, lavoir, et abreuvoir.
- Ruines de l'Ancienne église Saint-Léonard de Mareilles-au-Prieur, inscrites aux Monuments historiques[24]..

### Personnages importants
- Le peintre Gabriel Chabrat, qui a décoré l'église de fresques aux couleurs vives, vit à Sous-Parsat où il a son atelier.

Il a aussi décoré de fresques avec ses élèves le collège de Chénérailles.
Il est aussi maître cartonnier, la bibliothèque du collège de Chénérailles est décorée d'une grande tapisserie qui est l'une de ses œuvres.